# ファンタジーランド
- ディズニーパーク > ファンタジーランド
  - ディズニーランド・リゾート > ディズニーランド > ファンタジーランド
  - ウォルト・ディズニー・ワールド・リゾート > マジック・キングダム > ファンタジーランド
  - 東京ディズニーリゾート > 東京ディズニーランド > ファンタジーランド
  - ディズニーランド・パリ > ディズニーランド・パーク (パリ) > ファンタジーランド
  - 香港ディズニーランド・リゾート > 香港ディズニーランド > ファンタジーランド
  - 上海ディズニーリゾート > 上海ディズニーランド > ファンタジーランド

ファンタジーランド（Fantasyland、略称：FL、F/L）とは、世界のディズニーパークにあるテーマランドの一つである。

## ファンタジーランドがあるパーク
- ディズニーランド（ディズニーランド・リゾート）
- マジック・キングダム（ウォルト・ディズニー・ワールド・リゾート）
- 東京ディズニーランド（東京ディズニーリゾート）
- ディズニーランド・パーク（ディズニーランド・パリ）
- 香港ディズニーランド（香港ディズニーランド・リゾート）
- 上海ディズニーランド（上海ディズニーリゾート）

## 概要
ファンタジーランドはディズニー映画でも多く取り上げられる、おとぎ話の世界を再現したテーマランド。各パークのシンボルである「シンデレラ城」（東京、フロリダ）、「眠れる森の美女の城」（香港、パリ、カリフォルニア）や「エンチャンテッド・ストーリーブック・キャッスル」（上海）もこのエリア内にある。激しいアトラクションが設置されることはあまり無く、子供と親子共に楽しめるアトラクションが多く設置されている事が特徴である。

## 各施設の紹介
英語名には英語版、日本語名には日本語版へのWikipediaのリンクとなっている。

### ディズニーランド・リゾート

#### アトラクション
- Alice in Wonderland（不思議の国のアリス）
- Casey Jr. Circus Train（ケイシージュニアのサーカストレイン）
- Dumbo the Flying Elephant（空飛ぶダンボ）
- "it's a small world"（イッツ・ア・スモールワールド）
- King Arthur Carrousel（キングアーサー・カルーセル）
- Mad Tea Party（マッド・ティーパーティー）
- Matterhorn Bobsleds（マッターホーン・ボブスレー）
- Mr. Toad's Wild Ride（トード氏のワイルドライド）
- Peter Pan's Flight（ピーターパン空の旅）
- Pinocchio's Daring Journey（ピノキオの冒険旅行）
- Sleeping Beauty Castle Walkthrough（眠れる森の美女の城）
- Snow White's Enchanted Wish（白雪姫の願い）
- Storybook Land Canal Boats（おとぎの国のカナルボート）

エンターテイメント
- Fantasyland Theatre（ファンタジーランド・シアター）

#### ショップ
2021年6月現在。
- Bibbidi Bobbidi Boutique at the Disneyland Resort（ビビディ・バビディ・ブティック）
- Fairy Tale Treasures（フェアリーテイル・トレジャー）
- The Mad Hatter in Fantasyland（ザ・マッドハッター）
- Royal Reception

過去に存在したショップ
- プー・コーナー
- イッツ・ア・スモールワールド・トイショップ
- レ・ペティット・シャーロット

#### レストラン
2021年6月現在。
- Edelweiss Snacks（エーデルワイス・スナック）
- Maurice's Treats（モーリスのトリート）
- Red Rose Taverne
- Troubadour Tavern（トルバドゥール・タバーン）

過去に存在したレストラン
- ヴィレッジハウス・レストラン
- フック船長のギャラリー

### マジック・キングダム
トゥーンタウンの跡地を利用し、2012年12月にリニューアルオープン。メインエリアのほかに「エンチャンテッド・フォレスト」と「ストーリー・ブック・サーカス」の２つのサブエリアがある。2014年5月28日には、白雪姫を題材とした「七人のこびととマイントレイン」がオープンした。

#### アトラクション
メインエリア
- シンデレラ城
- フェアリーテール・ガーデン
- プリンセス・フェアリーテイルホール
- キャッスル・ステージ
- シンデレラのゴールデンカルーセル
- プーさんの冒険
- マッド・ティーパーティー
- イッツ・ア・スモールワールド
- ピーターパン空の旅
- ミッキーのフィルハーマジック

エンチャンテッド・フォレスト
- アンダー・ザ・シー：リトルマーメイドの旅（2012年7月完成）
- アリエルのグロット
- スカットルのスカベンジャーハント（2012年7月完成）
- エンチャンテッド・テール・ウィズ・ベル（2012年7月完成）
- 七人のこびとのマイントレイン（2014年5月完成)

ストーリーブックサーカス
- 空飛ぶダンボ（2012年7月リニューアル）
- ケーシー・ジュニア　スプラッシュ＆ソーク・ステーション（2012年7月完成）
- バーンストーマー（トゥーンタウンにあった「グーフィーのワイズ・エーカーコースター」をリニューアルした。）
- ピートのシリーサイドショー（2012年7月完成）

#### 終了したアトラクション
- ミッキーマウスレビュー（1980年クローズ）（クローズ後、東京ディズニーランドでの再オープンに伴い移設した。）
- トード氏のワイルドライド（1998年クローズ）
- 白雪姫の恐ろしい冒険（2012年クローズ）
- プーさんのプレイグラウンド（2010年クローズ）

#### ショップ
- ビッグ・トップ・スーベニア
- ボンジュール! ヴィレッジ・ギフト
- ケイシー Jr. レールロード・マーカンタイル
- キャッスル・クチュール
- ファンタジーフェア
- 100エーカー・グッズ
- セブンドワーフズ・マイン
- サー・ミッキーズ

#### レストラン
- ビー・アワ・ゲスト・レストラン
- チェシャ・カフェ
- シンデレラのロイヤル・テーブル
- フライアーズ・ヌック
- ガストンのタバーン
- ピノキオ・ヴィレッジハウス
- エリック王子のヴィレッジ・マーケット
- ストーリーブック・トリート

### 東京ディズニーランド
グランドサーキット・レースウェイ跡地と駐車場区画の一部を利用し、2020年9月28日に拡張。美女と野獣のエリアがオープン。
日本における設定
シンデレラ城を中心に城下町でフェスティバルが行われている。そのため、「ピーターパン空の旅」、「白雪姫と七人の小人」などの入り口がテント風に飾られている。

#### アトラクション
- ピーターパン空の旅
- 白雪姫と七人のこびと
- ピノキオの冒険旅行
- 空飛ぶダンボ
- キャッスルカルーセル
- ホーンテッドマンション
- イッツ・ア・スモールワールド
- アリスのティーパーティー
- プーさんのハニーハント
- ミッキーのフィルハーマジック
- シンデレラのフェアリーテイル・ホール
- 美女と野獣“魔法のものがたり”
- ファンタジーランド・フォレストシアター

終了したアトラクション
- ミッキーマウス・レビュー
- シンデレラ城ミステリーツアー
- トゥモローランド行きスカイウェイ

#### ショップ
- ブレイブリトルテイラー・ショップ
- ガラスの靴
- ハーモニーフェア
- プレジャーアイランド・キャンディーズ
- ストロンボリーズ・ワゴン
- プーさんコーナー
- キングダム・トレジャー
- ビレッジショップス

終了したショップ
- ティンカーベル・トイショップ
- ファンタジーランド・カメラショップ
- マッドハッター
- おしゃれキャット
- ベビーマイン
- ファンタジー・ギフト

#### レストラン
- トルバドールタバン
- キャプテンフックス・ギャレー
- クイーン・オブ・ハートのバンケットホール
- クレオズ
- ビレッジペイストリー
- ラ・タベルヌ・ド・ガストン
- ル・フウズ
- ル・プティポッパー

終了したレストラン
- フォーコーナーズ・フードフェア
- スモールワールド・レストラン
- アイスクリーム・ファンタジー
- アルパインハウス

### ディズニーランド・パーク
ディズニーランド・パークのファンタジーランドは、他のパークに比べて面積が広く、ヨーロッパの人たちがイメージする妖精たちの住むような田舎風の街並みによって構成されている。レストラン、ショップはもちろん、アトラクションも全てこうした外観をして調和を乱さないようになっている。木立も多く植えられ、他のパークのファンタジーランドとは違った趣となっている。

#### アトラクション
- 眠れる森の美女の城（ギャラリーとドラゴンの洞窟を含む）
- ディズニーランド鉄道 ファンタジーランド駅
- 空飛ぶダンボ
- 白雪姫と七人のこびと
- ピノキオの冒険旅行
- ピーターパン空の旅
- ランスロットのカルーセル
- アリスのキュリアスラビリンス
- マッドハッター・ティーカップ
- ケイシージュニアのサーカストレイン
- おとぎの国のカナルボート
- イッツ・ア・スモールワールド

#### ショップ
- キャッスル・ブティック
- 魔法使いのマーリン
- 三人の妖精のコンフェクショナリー
- サー・ミッキーズ
- 七人のこびとのシュミエール
- 小さなおもちゃの家

#### レストラン
- マリオネットのシャレー
- シンデレラのオーベルジュ
- ピッツェリア・ベラ・ノッテ
- ファンタジア・ジェラッテリア
- オールド・ミル
- 三月うさぎのリフレッシュメント
- トッド・ホール・レストラン

### 香港ディズニーランド
香港のファンタジーランドの漢訳は「幻想世界」。

#### アトラクション
- 眠れる森の美女の城
- 白雪姫の祈りの泉
- 王様の剣
- シンデレラ・カルーセル
- プーさんの冒険
- ミッキーのフィルハーマジック
- 空飛ぶダンボ
- ファンタジー・ガーデン
- マッドハッター・ティーカップ
- 香港ディズニーランド鉄道　ファンタジーランド駅
- ミッキー・アンド・ザ・ワンダラス・マップ（ディズニー・ストーリーブック・シアター）
- イッツ・ア・スモールワールド

#### ショップ
- マーチャンダイズ・カート
- ストーリーブック・ショップ
- プーさんコーナー
- 魔法使いマーリンのトレジャー

#### レストラン
- ロイヤル・バンケット・ホール
- クロパンズ・フェスティバル・オブ・フーズ
- スモール・ワールド・アイスクリーム

### 上海ディズニーランド
上海のファンタジーランドの漢訳は「夢幻世界」。世界のディズニーパークで、唯一イッツ・ア・スモールワールドが存在しないファンタジーランド。

#### アトラクション
- エンチャンテッド・ストーリーブック・キャッスル
- クリスタル・グロットへの旅
- アリス・イン・ワンダーランド・メイズ
- フローズン:シング・アロング・セレブレーション
- ハニーポット・スピン
- ピーターパン空の旅
- 七人のこびとのマイントレイン
- プーさんの冒険

#### ショップ
- ビー・アワ・ゲスト・ブティック
- ビビディ・バビディ・ブティック
- コテージ・キュリオス
- ファンタジーフェア
- 100エーカー・グッズ
- ミッキー&ミニーのマーカンタイル
- マウンテンサイド・トレジャー

#### レストラン
- ピノキオ・ヴィレッジ・キッチン
- タングルド・ツリー・タバーン
- セレブレーション・カフェ
- フェアリー・ゴッドマザーのカップボード
- マーリンのマジック・レシピ
- ロイヤル・バンケットホール
- トルバドゥール・トリート

## Trivia
- 東京ディズニーランドにある「ミッキーマウス・レビュー」は元々、ウォルト・ディズニー・ワールド・リゾートのマジック・キングダムに存在したが、東京ディズニーランドのグランドオープンを記念して移転されたものである。よって、現在では東京ディズニーランドのオリジナルアトラクションである。（なお、2011年に新規アトラクション「ミッキーのフィルハーマジック」導入のため「ミッキーマウス・レビュー」は2009年5月25日に運営を終了）
- 「ピノキオの冒険旅行」は、東京ディズニーランドの方がアナハイムのディズニーランドよりも1か月早くオープンしたので、東京ディズニーランドにあるものがオリジナルと言える。
- 東京ディズニーランドのシンデレラ城のファンタジーランド側の出入口の上にはディズニー家の紋章が掲げられている。また、その紋章は以前までシンデレラ城の旧カラーと同じ白色だったが、2006年の4月から7月にかけて行われていたシンデレラ城の補修工事とシンデレラ城ミステリーツアーの撤去作業によって、金色に塗り替えられている。なお歴史上実在するディズニー家の紋章はまったく別の意匠である。